# Medovarské dubiny
Medovarské dubiny este o arie protejată (arie specială de conservare — SAC, sit de importanță comunitară — SCI) din Slovacia întinsă pe o suprafață de 219,57 ha, integral pe uscat.

## Localizare
Centrul sitului Medovarské dubiny este situat la coordonatele 48°14′29″N 19°01′03″E / 48.241305°N 19.017378°E.

## Înființare
Situl Medovarské dubiny a fost declarat sit de importanță comunitară în septembrie 2015 pentru a proteja un număr necunoscut de specii din flora spontană și fauna sălbatică aflate în arealul zonei. Situl a fost protejat și ca arie specială de conservare în octombrie 2017.

## Biodiversitate
Situată în ecoregiunile alpină și panonică, aria protejată conține 5 habitate naturale: Tufărișuri subcontinentale peripanonice, Pajiști stepice subpanonice, Păduri panonice cu Quercus pubescens, Păduri panonice cu Quercus petraea și Carpinus betulus, Păduri panonice-balcanice de stejar turcesc - stejar sesil.
La baza desemnării sitului se află un număr nedeclarat de specii protejate.